# Grünwald Manó
Grünwald Manó (Cece, 1843 – ?, 1929. október 29.) soproni ortodox főrabbi.

## Életútja
1845-ben született Cecén, tanulmányait különböző jesivákban végezte, ezután kapott rabbi oklevelet. 1873-ban a soproni ortodox hitközség főrabbijává választották. Tanulmányai jelentek meg a Dovor Beitó folyóiratban, a Halochó Lemaászé és a Jalkut Eliezer responsum gyűjteményekben. 1923-ban rabbiságának ötvenéves évfordulóját nagy tisztelettel ünnepelte meg a soproni izraelita hitközség.